# Tecution planum
Tecution planum är en spindelart som först beskrevs av O. Pickard-Cambridge 1873.  Tecution planum ingår i släktet Tecution och familjen sporrspindlar. Inga underarter finns listade i Catalogue of Life.